# No Brainer
No Brainer è un singolo del musicista statunitense DJ Khaled, pubblicato nel 2018 e realizzato in collaborazione con il cantante canadese Justin Bieber e con i rapper statunitensi Chance the Rapper e Quavo. Si tratta del secondo singolo estratto dall'undicesimo album in studio di DJ Khaled Father of Asahd.

## Video musicale
Il video musicale è stato diretto dal regista statunitense Colin Tilley.

## Tracce
1. No Brainer (featuring Justin Bieber, Chance the Rapper and Quavo) – 4:20